# Anticoryne
Anticoryne là một chi thực vật có hoa thuộc họ Myrtaceae. Phạm vi bản địa của của các loài thuộc chi này đều ở vùng Tây Nam Úc.

## Các loài
- Anticoryne diosmoides Turcz.
- Anticoryne melanosperma Rye
- Anticoryne ovalifolia (F.Muell.) Rye